# Fix a Heart
«Fix a Heart» —en español: «Arreglar un corazón»— es una canción interpretada por la celebridad estadounidense Demi Lovato, incluida en su tercer álbum de estudio, Unbroken (2011).
La pista es una balada pop, escrita por Emanuel Kiriakou con Priscilla Renea y producida por el primero de estos.
Obtuvo comentarios mayoritariamente positivos por parte de los críticos, algunos la nombraron una de las mejores canciones de Unbroken, mientras que otros la compararon con los anteriores problemas personales de la cantante. Ed Masley de The Arizona Republic la ubicó en la vigésima octava posición de su lista de los mejores sencillos del 2011. Además, tuvo una moderada recepción comercial a pesar de no ser lanzada como sencillo, ya que logró entrar a las listas de los Estados Unidos y Canadá.
La semana del 8 de octubre de 2011, debutó en la posición sesenta y nueve del conteo Billboard Hot 100, debido a que vendió más de 37 000 descargas digitales esa semana. Paralelamente, ingresó esa misma semana en la posición setenta y ocho de la lista Canadian Hot 100. «Fix a Heart» ha sido interpretada en el repertorio de la gira A Special Night with Demi Lovato de la cantante. Además, el 30 de marzo de 2012, Hollywood Records lanzó un videoclip de la canción en iTunes en donde aparece la artista interpretando el tema en el Hershey Theatre de Pensilvannia. Dicho vídeo también ha sido incluido en la versión de lujo de Unbroken.

## Antecedentes

«Fix a Heart» fue grabada por Jens Koerkemeier en el estudio E de Chalice Recording en Los Ángeles, California.

En junio de 2011, el sitio Disney Info Net publicó la discografía de la escritora Priscilla Renea, la cual incluía a dos temas de Lovato: «Yes I Am» y «Fix a Heart», lo que provocó rumores sobre el posible lanzamiento de un nuevo disco de la intérprete. Finalmente, la cantante incluyó a «Fix a Heart» en su tercer álbum de estudio, Unbroken, lanzado en septiembre de 2011, mientras que «Yes I Am» está incluida en la edición japonesa. Jens Koerkemeier grabó la canción en el estudio E de Chalice Recording en Los Ángeles, California, mientras que Serban Ghenea la mezcló en los estudios MixStar de Virginia Beach, Virginia.
Además, ha sido utilizada en el vídeo A Letter to My Fans, subido por la intérprete en su cuenta oficial de YouTube el 15 de septiembre de 2011, como un regalo para sus seguidores, quienes la apoyaron cuando estaba en rehabilitación. Con respecto al tema, Lovato dijo en el vídeo «Unbroken Track By Track» que: 

«"Fix a Heart" es una canción muy emocional, la cual habla sobre una ruptura. La primera vez que la escuché, lloré, porque pasé sobre muchos rompimientos, [entonces] canté esta canción y puse mi corazón en ella y regresé otra vez a las situaciones donde me dolía el corazón. Creo que cada chica, incluso un chico pueden relacionarse con ella, porque las rupturas nunca son fáciles. Básicamente, es una canción genial para un rompimiento, es muy emocional y espero que les guste».
Demi Lovato.

## Composición

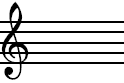
«Fix a Heart» tiene una tonalidad de do mayor.

«Fix a Heart» es una balada pop, compuesta por Emanuel Kiriakou con Priscilla Renea y producida por el primero de estos. Está compuesta en la tonalidad de do mayor con un tempo de 54 pulsaciones por minuto. El registro vocal de Lovato se extiende desde la nota la♯3 hasta la mi♯5.
La canción habla de una chica que no puede recuperarse de los daños que su exnovio le causó, por las líneas «'Cause you can bandage the damage / You never really can fix a heart»—en español: «Porque puedes vendar las heridas/ Nunca podrás arreglar un corazón»—. Asimismo, incorpora una melodía de piano donde canta «You must be a miracle worker/ Swearing up and down you can fix what's broken/ Please don't get my hopes up, baby/ How can you be so cruel?/ It's like you're pouring salt on my cuts»— en español: «Debes ser un creador de milagros/ Jurando de arriba hacia abajo que puedes arreglar todo lo que está roto/ Por favor no me des esperanzas, nene /¿Cómo puedes ser tan cruel?/ Es como si estuvieras echando sal a mis heridas»—.
En el estribillo, la intérprete canta: «I just ran out of band-aids/ I don’t even know where to start/ cause you can't bandage the damage/ you never really can fix a heart»—en español: «Simplemente me quedé sin curitas/ ni siquiera sé por dónde empezar/ porque no puedes vendar las heridas/ nunca podrás arreglar un corazón»—.
Según Joey DeAndrea del sitio Absolute Punk, «Lovato interpreta el tema mostrando compasión en su voz cuando siente dolor».
Jenny Chen de Neon Tommy dijo que: «su registro vocal se eleva cuando admite sus debilidades, incluyendo la capacidad de avanzar desde el corazón roto que le dejó un antiguo amor».
Por otro lado, algunos críticos compararon la letra con los problemas de la cantante con la automutilación.
Melissa Maerz de Entertainment Weekly comentó: «Después de luchar en contra de la automutilación desde que era preadolescente, Lovato admite "I ended up with wounds to bind [...] and I just ran out of Band-Aids" —en español: "yo termino con heridas que se atan [...] Simplemente me quedé sin curitas"— en la balada "Fix a Heart"». Asimismo, Chris Willman de Reuters dijo: «debemos levantar las cejas [con] las metáforas delicadas [de] la fatalista "Fix a Heart", debido a la rehabilitación de Lovato por la automutilación» y mencionó a las líneas «Baby, I just ran out of Band-Aids […] It's like you're pouring salt on my cuts[…] You can bandage the damage/ but you never really can fix a heart»—en español: «Nene, me quedé sin curitas[...] es como si le estuvieras hechando sal a mis heridas[...]puedes vendar las heridas/ pero nunca podrás arreglar un corazón».

## Comentarios de la crítica
«Fix a Heart» recibió mayoritariamente comentarios positivos por parte de los críticos de música contemporánea. Jason Scott de Seattlepi dijo: «la forma dolorosa en la que Lovato interpreta el tema, se siente muy fuerte. Si algo ha aprendido Demi el año pasado, es ser brutalmente honesta».
Por su parte, el sitio Sputnikmusic la nombró «una de las mejores canciones del disco» y comentó que «su voz es más delicada con respecto a los demás temas, donde canta con toda la fuerza de sus pulmones».
Por otro lado, Shaun Kitchener de Trash Lounge dijo que era «increíble», la calificó con cinco estrellas y junto a «Skyscraper» y «For the love of a daughter» las llamó «canciones bellamente interpretadas».
Ed Masley de The Arizona Republic la ubicó en la vigésima octava posición de su lista de las mejores canciones del 2011 y comentó que 

«Se trata de una balada sombría en tempo de vals, con un violoncelo que crea una atmósfera que recuerda algo a la música de Coldplay, aunque el fraseo le da un sonido como inspirado en el soul de los 60, con su voz quebrándose justo lo suficiente para expresar "estoy emocionada"».

Rick Florino de Artist Direct la llamó «un momento destacado, que monta una melodía lenta de piano y rompe con un gran estribillo»,
mientras que Brian Mansfield de USA Today la recomendó para su descarga digital.
Cristin Maher de PopCrush dijo que:«Lovato tiene un gran potencial vocal en el tema». No obstante, Mike Schiller de PopMatters dijo que «"Fix a Heart" está recibiendo mucha atención, asimismo, por las evidencias no tan escondidas del pasado de Lovato como una automutiladora».
Por su parte, Stephen Erlewine de Allmusic la nombró una de «las mejores canciones del disco» junto con «All Night Long», «Who's That Boy» y «Skyscraper», añadiendo que: «el primer sencillo [del disco], "Skyscraper", transmite vulnerabilidad y establece un precedente para que Lovato hable de sus problemas en "Fix a Heart", donde se queda sin curitas para cubrir sus heridas».
Por otro lado, Laurence Green de MusicOHM comentó que: «"Fix a Heart" y "Skyscraper" alcanzan la madurez en el álbum, en los momentos cuando se piden a gritos bellas creaciones construidas sobre acordes de piano» y añadió que: «Lovato expresa [la frase] "You must be a miracle worker"— en español: "Debes ser un creador de milagros"— para algún interés amoroso [por medio de] "Fix a Heart". En todo caso, el verdadero milagro es que la canción se las arregla para rescatar tan hábilmente la apertura terriblemente decepcionante [del álbum]». Kirstin Berson de Hollywood Life dijo que: «Casi todas la canciones del disco son optimistas y positivas, aunque los títulos de "Fix a Heart", "Mistake" y "Give Your Heart a Break" nos harán creer lo contrario». Jenny Chen de Neon Tommy señaló que era «una de las canciones más puras y crudas del álbum».

## Promoción
«Fix a Heart» está incluida en el repertorio de la gira A Special Night with Demi Lovato de la intérprete. El 16 de noviembre del mismo año la presentó en el Fox Theatre de Detroit. El 19 de noviembre de 2011, Lovato se presentó en el Hershey Theatre de Pensilvania. Posteriormente, el 30 de marzo de 2012, Hollywood Records lanzó un vídeo donde la cantante aparece interpretando el tema en ese lugar. Dicho videoclip también ha sido incluido en la versión de lujo de Unbroken.
Además, fue interpretada en la gira en países como los Estados Unidos, Chile, Panamá, Venezuela, Perú, Brasil y México.
El 18 de mayo se reveló un vídeo donde la intérprete aparece cantando el tema en una presentación íntima en VEVO, junto a otras canciones de sus discos Don't Forget y Unbroken: «Give Your Heart a Break», «Don't Forget», «My Love Is Like a Star» y «Skyscraper». El 12 de junio de 2012, la interpretó en Del Mar, California, como parte de su gira Summer Tour 2012. En esa presentación, la cantante comentó que: «Es muy difícil para mi cantar esta canción, porque al cantarla le puse mucho sentimiento y emoción».

## Posicionamiento en listas

### Semanales
| País           | Lista                      | Mejor posición |
| -------------- | -------------------------- | -------------- |
| Canadá         | Canadian Hot 100           | 78             |
| Canadá         | Hot Canadian Digital Songs | 52             |
| Estados Unidos | Billboard Hot 100          | 69             |
| Estados Unidos | Digital Songs              | 35             |
| Estados Unidos | Pop Digital Songs          | 20             |
| Estados Unidos | Hot Digital Tracks         | 34             |

## Créditos y personal
- Voz: Demi Lovato
- Composición: Emanuel Kiriakou, Priscilla Renea
- Producción: Emanuel Kiriakou
- Ingeniería y edición: Jens Koerkemeier
- Mezcla: Serban Ghenea
- Piano, teclados, bajo y programación por Emanuel Kiriakou
- Ingenieniería de mezcla: John Hanes
- Asistente de mezcla: Phill Seaford

Fuentes: Irish Charts, Allmusic y Notas de Unbroken.

## Enlaces enternos
- Sitio oficial de Demi Lovato (en inglés)
- Muestra de audio de «Fix a Heart» en Wikimedia

- Datos: Q4207649